# Гарса Гутьеррес, Франсиско
Франси́ско Га́рса Гутье́ррес (исп. Francisco Garza Gutiérrez, 14 марта 1904 — 30 ноября 1997, Мексика) — мексиканский футболист, полузащитник. Игрок клуба «Америка» и сборной Мексики, участник чемпионата мира 1930 года, младший брат Рафаэля Гарсы Гутьерреса.

## Биография
Франсиско Гарса Гутьеррес играл за клуб «Америка» из Мехико, основанный его старшим братом Рафаэлем. В период с 1925 по 1928 гг. он четырежды выигрывал в его составе чемпионат Мексики. В 1930 году входил в состав команды, принимавшей участие в первом чемпионате мира по футболу. На турнире провёл матч против сборной Аргентины, который мексиканцы проиграли 3:6. Больше в составе сборной на поле не появлялся.